# Julian Draxler
Julian Draxler (Gladbeck, 1993. szeptember 20. –) világbajnok német válogatott labdarúgó, a katari al-Arabi játékosa.

## Pályafutása

### Klubokban

#### Fiatal évei
Pályafutását 6 évesen kezdte a szülővárosában lévő BV Rentfort csapatában, de pár hónappal később, a SSV Buer csapatába került, ahonnan 2001-ben, 8 éves korában csatlakozott a Schalke 04 akadémiájához. Az elkövetkező években folyamatosan lépkedett fel a szamárlétrán, az U9-es válogatottól az ifjúsági csapatokat kinőve egészen az U19-es csapatig. Az U17-es bajnokságban a Schalke alapembere volt. A Borussia Dortmund, az 1. FC Köln, a Arminia Bielefeld és kétszer a Alemannia Aachen ellen volt eredményes. A következő szezonban ennél is hatékonyabban játszott, több gólt szerzett és társait is helyzetbe hozta. Duplázott a Troisdorf és a Arminia Bielefeld ellen. A szezonban 9 gólt szerzett és 3 mérkőzésen szerepelt az U19-es csapatban, ahol első mérkőzésén két gólt szerzett. Először a FC Viktoria Köln, majd a Borussia Dortmund ellen volt eredményes. A 2010–11-es szezonban már a legfontosabb szereplője volt az U19-es együttesnek, ahol több fontos gólt szerzett és mesterhármast jegyzett a Bonner SC ellen.

#### Schalke 04
2011. január 15-én mutatkozott be a Bundesligában 17 évesen és 177 naposan a Hamburger SV ellen elvesztett mérkőzésen, ahol a 83. percben cserélték be Ivan Rakitić helyére. Ezzel ő lett a Schalke történetének legfiatalabb pályára lévő játékosa a Bundesligában. Nuri Şahin, Ibrahim Tanko és Jürgen Friedl után a negyedik legfiatalabb kezdő a német profifutball történetében.
Pályára való lépése után 3 nappal később 2014-ig meghosszabbította ideiglenes szerződését. A következő mérkőzésen a Hannover 96 ellen már kezdőként lépett pályára. Raúl révén szereztek vezetést, majd az 58. percben lecserélték és helyére Christian Pander került. 2011. január 25-én megszerezte első gólját a felnőttek közt az 1. FC Nürnberg ellen a Német kupában, ahol a 116. percben lépett pályára és 3 perccel később be is talált a kapuba, később kiderült, fontos gólt szerzett, mert a mérkőzést a Schalke 3–2-re nyerte meg. 2011. február 15-én debütált a Bajnokok Ligájában a Valencia CF ellen. Az első Bundesliga-gólját április 1-jén szerezte meg a FC St. Pauli ellen. Ezzel a találattal a második legfiatalabb gólszerző lett a Bundesliga történetében Nuri Şahin után. 2011. május 21-én a MSV Duisburg ellen szerzett góljával a legfiatalabb góllövő lett Német kupa-döntőben és a legfiatalabb Német kupa-győztes is egyben. 17 évesen és 243 naposan döntötte meg Horst Trimhold 1959-es rekordját, amit a Borussia Neunkirchen ellen szerzett. 2011 májusában a hónap góljának választották meg a találatát.
2011. június 19-én meghosszabbította szerződését még 2 évvel, ami azt jelentette, hogy 2016. június 30-ig szerződése van a gelsenkircheni együttessel.
A 2011–12-es évadban alap emberré vált klubjában. Az Európa-ligában a Helsinki JK ellen mutatkozott be, majd a visszavágón gólt is szerzett. 2 hónappal később az AEK Larnaca ellen is eredményes volt. 2011. december 21-én a Német kupában talált be a Borussia Mönchengladbach ellen. 2012. január 21-én a bajnokságban megszerezte a szezonbeli első gólját a VfB Stuttgart ellen. A mérkőzésen emellett egy gólpasszt is jegyzett.
A 2012–13-as bajnoki szezonban 10 gólt szerzett, majd a későbbi idényekben is tartotta a jó formát és a Schalke csapatának vezéregyénisége lett igen fiatalon.

#### VfL Wolfsburg
2015. augusztus 31-én, az átigazolási időszak utolsó napján a VfL Wolfsburg a hivatalos honlapján bejelentette, hogy leigazolták a Draxlert 43 millió euróért. A csapatban szeptember 12-én mutatkozott be egy Ingolstadt elleni döntetlennel zárult mérkőzésen. Későbbi meccsein gólpasszokat jegyzett a Hertha ellen megnyert, illetve a Bayern München ellen elvesztett találkozókon. Első gólját az új csapatában szeptember 15-én szerezte a CSKA Moszkva ellen a Bajnokok Ligája csoportkörében. A mérkőzést ezzel a góllal nyerte meg a wolfsburgi együttes. Október 17-én a meccs emberévé választották a Hoffenheim elleni 4–2-es győzelemmel zárult meccsen. Két gólpasszt adott azon az összecsapáson. A bajnokságban később gólt jegyzett a Köln, az Ingolstadt, a Borussia Mönchengladbach és a Hannover ellen is. A Bajnokok Ligája egyenes kieséses szakaszában a Wolfsburg egészen a negyeddöntőig jutott, ahol a Real Madrid állította meg a németeket. A szezont végül 8 góllal és 8 gólpasszal zárta az összes sorozatot figyelembe véve.
A következő szezonra Draxler nem igazán tudott jó formát előhúzni és a bajnokság augusztus végi kezdésétől egészen december 17-ig nem tudott semmi értékelhetőt felmutatni. Azonban az e napi meccsen a Frankfurt ellen gólpasszt jegyzett, majd ezt megismételte három nappal később a Mönchengladbach otthonában. A decemberi hónapban kialakult találgatások sejtették, hogy Julian boldogtalan a klubnál.

#### Paris Saint-Germain
2016. december 24-én a VfL Wolfsburg hivatalos honlapján jelentette be, hogy a francia Paris Saint-Germain FC szerződtette Draxlert sajtóinformációk szerint 36 millió euróért. Első tétmérkőzését a kupában játszotta az SC Bastia ellen, csereként beállva gólt szerzett a 7–0-ra megnyert mérkőzésen. Egy héttel később, január 14-én a bajnokságban is bemutatkozott és a Stade Rennes ellen gólt is szerzett. Ezután a Ligue 1 kiírásában betalált még a Marseille és Lyon ellen is. A kupában folytatta jó formáját és a Stade Rennes elleni 4–0-ra megnyert találkozón duplázott. Mindeközben bemutatkozott a Bajnokok Ligájában is, mint PSG-futballista és az FC Barcelona ellen még gólt is szerzett az ugyancsak 4–0-ra megnyert odavágón (a visszavágón később 6–1-re kikapott a francia csapat, ami a búcsúzást jelentette). A Monaco elleni kupa-elődöntőben is találatot jegyzett (ezt a sorozatot később meg is nyerte a PSG), valamint betalált újra a hercegségiek ellen a ligakupa döntőjében is, amit szintén megnyert a csapatával. A bajnokságban még egyszer eredményes volt a Saint-Étienne ellen is, azonban a Ligue 1-ben csak második lett az együttese. A "félszezont" végül 25 lejátszott meccsen tíz góllal és három gólpasszal zárta.

### A válogatottban

#### Korosztályos
2010. október 8-án debütált a német U18-as válogatottban Ukrajna ellen. 2010. december 14-én Izrael ellen szerezte meg első válogatottbeli gólját. 2011. augusztus 9-én lépett először pályára a német U21-es válogatottban és rögtön gólt szerzett és gólpasszt adott Ciprus ellen, a mérkőzést a németek nyerték 4–1-re. 2011. október 6-án bemutatkozott a német U19-ben is a Észak-Írország ellen, majd két nappal később a Montenegró ellen gólt szerzett.

#### Felnőtt-válogatott
A német labdarúgó-válogatottban 2012. május 26-án debütált egy Svájc ellen elveszített találkozón. Draxler gólpasszt jegyzett a meccsen. Egészen sokáig csak perceket játszott a válogatottban, de 2013-ra már erős csereként számított rá Joachim Löw. Első gólját egy barátságos összecsapáson szerezte az USA ellen 2013. június 2-án. Később szerepelt a világbajnoki-selejtezősorozatban is. 2014. május 13-án a csapat kapitányaként játszott Lengyelország ellen. A meccs vége 0–0 lett. Később Joachim Löw nevezte a 2014-es brazíliai világbajnokság 23-as keretébe. A német győzelemmel záruló tornán egy meccsen, a Brazília elleni elődöntőben kapott szerepet 13 percig. A világbajnokság megnyerése után sokáig nem kapott meghívót Löwtől, ám 2016-ban tizenkét meccsen is magára ölthette a címeres mezt (köztük a 2016-os Európa-bajnokság öt mérkőzésén), Szlovákia és Észak-Írország ellen pedig gólt is lőtt. Később részt vett a 2017-es Konföderációs kupa küzdelmeiben is. Két meccs kivételével mind az öt mérkőzést végigjátszotta csapatkapitányként, szerzett egy gólt Ausztrália ellen, valamint kiosztott egy gólpasszt is a Kamerun ellen 3–1-re megnyert találkozón. A torna legjobb játékosának választották meg.

## Statisztikái

### Klubokban
2020. február 29-én frissítve.
| Klub                | Szezon           | Liga             | Liga  | Liga | Kupa  | Kupa | Ligakupa | Ligakupa | Európa | Európa | Egyéb | Egyéb | Összesen | Összesen |
| Klub                | Szezon           | Bajnokság        | Mérk. | Gól  | Mérk. | Gól  | Mérk.    | Gól      | Mérk.  | Gól    | Mérk. | Gól.  | Mérk.    | Gól      |
| ------------------- | ---------------- | ---------------- | ----- | ---- | ----- | ---- | -------- | -------- | ------ | ------ | ----- | ----- | -------- | -------- |
| Schalke 04          | 2010–11          | Bundesliga       | 15    | 1    | 3     | 2    | —        | —        | 6      | 0      | —     | —     | 24       | 3        |
| Schalke 04          | 2011–12          | Bundesliga       | 30    | 2    | 2     | 1    | —        | —        | 13     | 2      | 1     | 0     | 46       | 5        |
| Schalke 04          | 2012–13          | Bundesliga       | 30    | 10   | 3     | 2    | —        | —        | 6      | 1      | —     | —     | 39       | 13       |
| Schalke 04          | 2013–14          | Bundesliga       | 26    | 2    | 2     | 0    | —        | —        | 10     | 4      | —     | —     | 38       | 6        |
| Schalke 04          | 2014–15          | Bundesliga       | 15    | 2    | 1     | 0    | —        | —        | 3      | 0      | —     | —     | 19       | 2        |
| Schalke 04          | 2015–16          | Bundesliga       | 3     | 1    | 1     | 0    | —        | —        | 0      | 0      | —     | —     | 4        | 1        |
| Schalke 04          | Összesen         | Összesen         | 119   | 18   | 12    | 5    | —        | —        | 38     | 7      | 1     | 0     | 170      | 30       |
| VfL Wolfsburg       | 2015–16          | Bundesliga       | 21    | 5    | 1     | 0    | —        | —        | 9      | 3      | 0     | 0     | 31       | 8        |
| VfL Wolfsburg       | 2016–17          | Bundesliga       | 13    | 0    | 1     | 0    | —        | —        | —      | —      | —     | —     | 14       | 0        |
| VfL Wolfsburg       | Összesen         | Összesen         | 34    | 5    | 2     | 0    | —        | —        | 9      | 3      | 0     | 0     | 45       | 8        |
| Paris Saint-Germain | 2016–17          | Ligue 1          | 17    | 4    | 5     | 4    | 1        | 1        | 2      | 1      | —     | —     | 25       | 10       |
| Paris Saint-Germain | 2017–18          | Ligue 1          | 30    | 4    | 6     | 0    | 3        | 1        | 8      | 0      | 0     | 0     | 47       | 5        |
| Paris Saint-Germain | 2018–19          | Ligue 1          | 31    | 3    | 6     | 2    | 2        | 0        | 7      | 0      | 0     | 0     | 46       | 5        |
| Paris Saint-Germain | 2019–20          | Ligue 1          | 11    | 0    | 4     | 0    | 2        | 0        | 2      | 0      | 0     | 0     | 19       | 0        |
| Paris Saint-Germain | Összesen         | Összesen         | 89    | 11   | 21    | 6    | 8        | 2        | 19     | 1      | 0     | 0     | 137      | 20       |
| Karrier összesen    | Karrier összesen | Karrier összesen | 242   | 34   | 35    | 11   | 8        | 2        | 66     | 11     | 1     | 0     | 352      | 58       |

### A válogatottban
| Nemzet      | Év       | Mérkőzés | Gól |
| ----------- | -------- | -------- | --- |
| Németország |          |          |     |
| 2012        | 3        | 0        |     |
| 2013        | 7        | 1        |     |
| 2014        | 5        | 0        |     |
| 2015        | 1        | 0        |     |
| 2016        | 11       | 2        |     |
| 2017        | 13       | 3        |     |
| 2018        | 9        | 0        |     |
| 2019        | 2        | 0        |     |
| Összesen    | Összesen | 51       | 6   |

### Góljai a válogatottban
| #  | Időpont             | Helyszín                                    | Ellenfél         | Gól | Eredmény | Kiírás                                     |
| -- | ------------------- | ------------------------------------------- | ---------------- | --- | -------- | ------------------------------------------ |
| 1. | 2013. június 2.     | RFK Memorial Stadium, Washington, Amerika   | Egyesült Államok | 4–3 | 4–3      | Barátságos mérkőzés                        |
| 2. | 2016. június 26.    | Stade Pierre-Mauroy, Lille, Franciaország   | Szlovákia        | 3–0 | 3–0      | 2016-os labdarúgó Európa-bajnokság         |
| 3. | 2016. október 11.   | HDI-Aréna, Hannover, Németország            | Észak-Írország   | 1–0 | 2–0      | 2018-as labdarúgó-világbajnokság-selejtező |
| 4. | 2017. június 10.    | Nürnberg Stadion, Nürnberg, Németország     | San Marino       | 1–0 | 7–0      | 2018-as labdarúgó-világbajnokság-selejtező |
| 5. | 2017. június 19.    | Olimpiai Stadion, Szocsi, Oroszország       | Ausztrália       | 2–1 | 3–2      | 2017-es Konföderációs kupa                 |
| 6. | 2017. szeptember 4. | Mercedes-Benz Arena, Stuttgart, Németország | Norvégia         | 4–0 | 6–0      | 2018-as labdarúgó-világbajnokság-selejtező |

## Sikerei, díjai

### Klubokban
Schalke 04
- Német kupa: 2010–11
- Német szuperkupa: 2011

Paris Saint-Germain
- Francia bajnok: 2017–18, 2018–19, 2019–20
- Francia kupa: 2016–17, 2017–18
- Francia ligakupa: 2016–17, 2017–18
- Francia szuperkupa: 2017

### A válogatottban
Németország
- Világbajnokság: 2014
- Konföderációs kupa: 2017

### Egyéni
- A 2017-es Konföderációs kupa legjobb játékosa
- Fritz Walter-érem: legígéretesebb U18-as tehetség (2011)